# Hanns Maria Braun
Hanns Maria Braun (geboren 16. Juni 1910 in Niederlahnstein; gestorben 23. Oktober 1979 in München) war ein deutscher Schriftsteller und Journalist.

## Leben
Hanns Maria Braun studierte an den Universitäten Köln und Frankfurt am Main und wurde promoviert. Er arbeitete als Lektor beim Heitz Verlag. Braun veröffentlichte mehrere Lyrikbände. 1933 war er Herausgeber der kurzlebigen Zeitschrift Kulturpolitische Rundschau.
In der Zeit des Nationalsozialismus wurde Braun Schriftleiter beim Völkischen Beobachter. Nach dem Zweiten Weltkrieg wirkte er in München an Filmproduktionen und Fernsehfilmen mit. Er schrieb auch unter dem Pseudonym Johann Gottlieb Dietrich. 

## Werke (Auswahl)
- Das Fest des Jahres : 12 Sonette. Leipzig : Heitz, 1933
- Der jungen Tage Licht und Lider : Gedichte. Leipzig : Heitz, 1933
- (Hrsg.): Gedichte : Eine Anthologie junger Lyrik. Leipzig : Heitz, 1933
- Kokotte besucht ihre Kleinstadt-Verwandten : Erzählung. Berlin : Kulturpolitischer Verlag, 1933
- Hanns Maria Braun, Peter Berg: Zwei Wege : Gedichte. Berlin : Kulturpolitischer Verlag, 1933
- Gesang der anderen Tage : Gedichte. Leipzig : Hartung, 1936
- Lieder im Krieg. 1944
- Am Anfang war das Wort : 7 Sonette. Dülmen : Laumann, 1963